# Новогоркинское сельское поселение
Нового́ркинское се́льское поселе́ние — муниципальное образование в Лежневском районе Ивановской области Российской Федерации.
Административный центр — село Новые Горки.

## Географические данные
- Общая площадь: ? км²
- Расположение: восточная часть Лежневского района
- Граничит:
  - на западе — с Воскресенским сельским поселением
  - на востоке — с  Шуйским районом Ивановской области
  - на юге и юго-востоке — с Савинским районом Ивановской области
  - на севере — с Хозниковским сельским поселением

## История
09.08.1983 года Дягильковский сельский Совет преобразован в Новогоркинский сельский Совет по решению исполкома Шуйского района № 249.
Новогоркинское сельское поселение образовано 25 февраля 2005 года, в соответствии с Законом Ивановской области N 44-ОЗ «О городском и сельских поселениях в Лежневском муниципальном районе».

## Население
| 2002  | 2010  | 2011  | 2012  | 2013  | 2014  | 2015  |
| ----- | ----- | ----- | ----- | ----- | ----- | ----- |
| 3783  | ↘3463 | ↗3465 | ↗3501 | ↗3521 | ↗3552 | ↘3483 |
| 2016  | 2017  | 2018  | 2019  | 2020  | 2021  |       |
| ↘3424 | ↘3371 | ↘3359 | ↘3269 | ↘3195 | ↘2593 |       |

## Состав сельского поселения
| №  | Населённый пункт | Тип населённого пункта       | Население |
| -- | ---------------- | ---------------------------- | --------- |
| 1  | Борисцево        | деревня                      | ↘16       |
| 2  | Бруснижново      | деревня                      | ↘0        |
| 3  | Грезино          | деревня                      | ↘49       |
| 4  | Детково          | деревня                      | ↘2        |
| 5  | Дудино           | деревня                      | ↘56       |
| 6  | Дьяково          | деревня                      | ↘3        |
| 7  | Дягильково       | деревня                      | ↘85       |
| 8  | Есино            | деревня                      | ↘29       |
| 9  | Корнево          | деревня                      | ↘81       |
| 10 | Коровиха         | деревня                      | ↗340      |
| 11 | Новые Горки      | село, административный центр | ↘2775     |
| 12 | Панютино         | деревня                      | ↘5        |
| 13 | Старый Карачун   | деревня                      | ↘19       |
| 14 | Федорково        | деревня                      | ↘3        |

## Местное самоуправление
Администрация сельского поселения находится по адресу: 155101, Ивановская обл., Лежневский р-он, с. Новые Горки, ул. Советская, д. 11.
Глава сельского поселения — И.Н. Фролова  Архивная копия от 19 января 2015 на Wayback Machine.